# Peter Dahr
Peter Dahr (* 13. April 1906 in Brühl; † 28. Februar 1984 in Bensberg) war ein deutscher Mediziner, Professor und Pionier der Blutgruppenserologie. Durch seine wegweisenden Arbeiten zur Blutgruppenforschung, die Einführung neuer Testmethoden und sein Engagement für die Verbreitung moderner transfusionsmedizinischer Standards hat er die medizinische Wissenschaft nachhaltig geprägt.

## Leben und Ausbildung
Peter Dahr begann 1925 ein Studium der Chemie und Medizin in Innsbruck. Nach seinem medizinischen Staatsexamen 1930 in Köln promovierte er über „Fettleibigkeit und Zuckerkrankheit“. Zum 1. Mai 1933 trat er der NSDAP bei (Mitgliedsnummer 2.131.157). Seine Habilitation im Fach Hygiene erfolgte 1938 mit einer Arbeit über die serologische Unterscheidung von homo- und heterozygoten Blutgruppenmerkmalen. Im selben Jahr wurde er zum gerichtlichen Blutgruppen-Sachverständigen ernannt.
Während des Zweiten Weltkriegs leitete Dahr ab 1944 das Laboratorium für Blutgruppenforschung sowie das neugegründete Behring-Institut in Berlin. Nach dem Krieg verlegte er seine Forschungsaktivitäten zunächst nach Göttingen, bevor er 1959 sein Institut endgültig nach Bensberg verlegte.

## Wissenschaftliche Leistungen
Dahr war maßgeblich an der Entwicklung und Verbesserung der Blutgruppenforschung beteiligt. Bereits während des Zweiten Weltkriegs stellte er Anti-Rh-Seren her und entdeckte den erblichen Blut-Faktor P erneut. Seine Arbeiten legten die Grundlagen für moderne Bluttransfusionen und führten zur Etablierung des Rh-Faktors als zentrales Element der Transfusionsmedizin.
Er veröffentlichte zahlreiche Standardwerke, darunter:
- Blutgruppenbestimmung und Bluttransfusion
- Transfusionspraxis
- mit Wilhelm Heim Die Blutbank

Darüber hinaus führte er neue diagnostische Verfahren wie den Chediak-Test in die Lues-Diagnostik ein und war Vorreiter bei der Anwendung wissenschaftlicher Filme zur ärztlichen Fortbildung.

## Engagement und Ehrungen
Peter Dahr war Mitbegründer der Deutschen Gesellschaft für Bluttransfusion und deren erster Vorsitzender. Für seine Verdienste erhielt er zahlreiche Auszeichnungen, darunter:
- Ernst-von-Bergmann-Plakette (1963)
- Nationaler Verdienstorden Carlos J. Finlay der Republik Kuba (1954)
- Ehrenmitgliedschaften in mehreren medizinischen Fachgesellschaften

## Vermächtnis
Dahr hinterließ eine Vielzahl an Publikationen und setzte sich zeitlebens für die Weiterentwicklung der Blutgruppenserologie ein. Seine Arbeiten und Lehrmethoden beeinflussten Generationen von Medizinern und führten zu bedeutenden Fortschritten in der Labormedizin und Transfusionswissenschaft.
Er verstarb 1984 nach langer Krankheit in Bensberg. Seine „Lebenserinnerungen“, veröffentlicht in den frühen 1980er-Jahren, gelten als wichtige Quelle für die Geschichte der Blutgruppenforschung.